# Réserve de biosphère du Pilis
La réserve de biosphère du Pilis (hongrois : Pilisi Bioszféra rezervátum, prononcé [ˈpiliʃi ˈbiosfeːɾɒ ˈɾɛzɛɾvaːtum])) est une aire protégée située dans les monts du Pilis, à proximité d'Esztergom et de Visegrád. Elle est classée par l'UNESCO  en  tant que réserve de biosphère depuis 1980.